# Церква Святої Параскеви (Залужжя)
Церква Святої Параскеви у с. Залужжя — греко-католицька церква у селі Залужжя Яворівського району Львівської області України. Сучасна будівля церкви зведена у 2007 році, стара дерев'яна церква, що стояла на цьому місці, була зведена у 1681 році та мала статус пам'ятки архітектури місцевого значення (охоронний № 550/1). Дерев'яна дзвіниця церкви також побудована у 1681 році і є пам'яткою архітектури місцевого значення (охоронний № 550/2). У старій церкві в середині XIX століття служив Михайло Вербицький.

## Історія
Перші згадки про церкву у селі Залужжя датовані 1578 роком. Дозвіл на зведення храму місцева громада отримала у 1634 році, 1644 року цей дозвіл (ерекційну грамоту) підтвердив польський король Владислав IV, проте будівлю церкви збудували коштом громади лише у 1681 році, про що свідчив напис на південних дверях церкви: «Zbudowana cerkiew Anno 1681 // za krola 3 Iana Sobieskiego». У 1873 році будівлю церкви відремонтували із прибудовою додаткових приміщень.
З травня 1852 року по серпень 1853 року адміністратором церкви у Залужжі служив о. Михайло Вербицький, автор музики до державного гімну України.
У 1944 році, під час Другої світової війни та окупації Львівщини Третім Рейхом, нацисти планували спалити церкву при відступі, проте не втілили свої плани у життя.
З 1970-х років і до 1989 року церква була закрита.
У 1992 році архітектори Галина Паночко і Надія Федевич розробили проєкт реставрації церкви. Наприкінці 1990-х років місцеві мешканці всупереч чинному законодавству безкарно розібрали стару церковну будівлю задля будівництва нового дерев'яного храму, а з матеріалів старої церкви звели каплицю. 22 грудня 2004 року нова дерев'яна церква згоріла. У квітні 2005 року на місці зруйнованої церкви почали будувати новий, мурований храм. Наріжний камінь освятив владика Ігор Возьняк, будівництво завершили 2007 року. Церква Святої Параскеви у с. Залужжя підпорядкована Яворівському деканату Львівської архієпархії УГКЦ.

## Опис
Дерев'яна церква, зведена у 1861 році, була тризрубною та триверхою, первісний її об'єм складався із нави та вівтарної частини, пізніше прибудували бабинець та захристію. Увінчували церкву три шоломові бані, що стояли на низьких восьмериках і завершувалися світловими ліхтарями та маківками.
В інтер'єрі старої церкви зберігався п'ятиярусний різьблений іконостас XVII ст. і різьблені престоли у стилістиці бароко, датовані XVIII ст.
Зі старого ансамблю збереглася дерев'яна двоярусна дзвіниця, зведена у 1681 році. Також збереглася автентична дерев'яна фіртка, виготовлена без жодного цвяха.

## Світлини

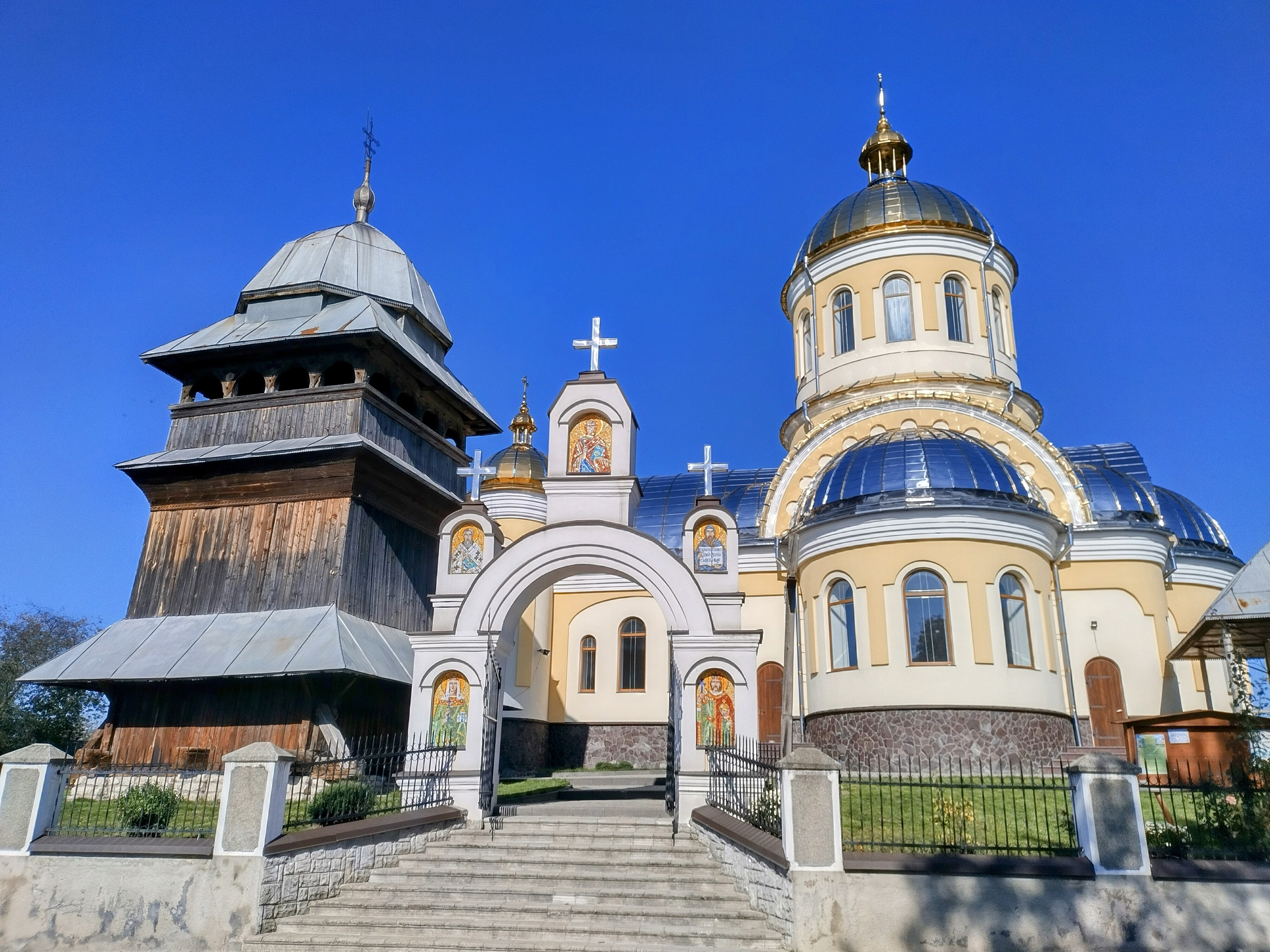
Загальний вигляд
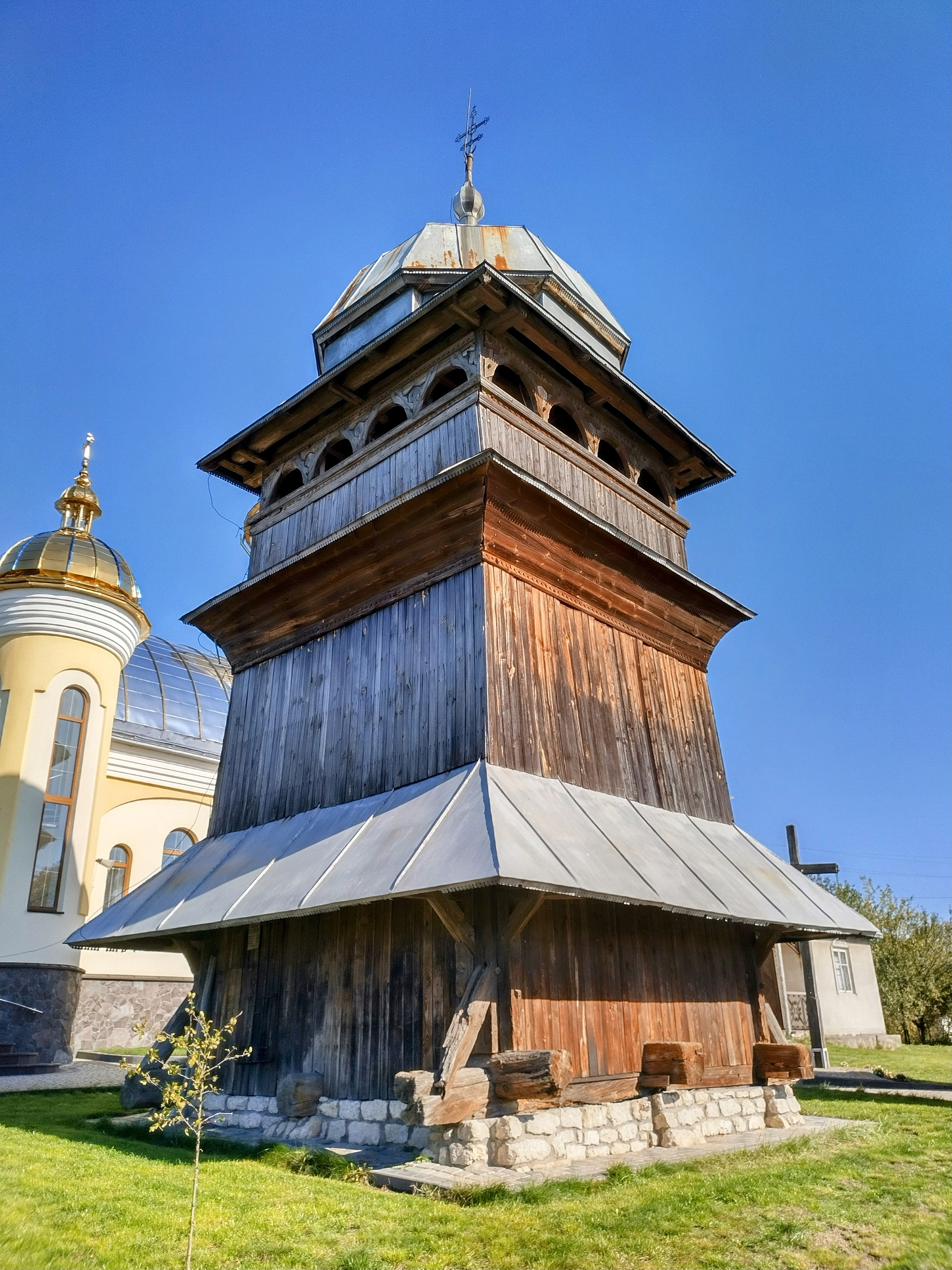
Дзвіниця
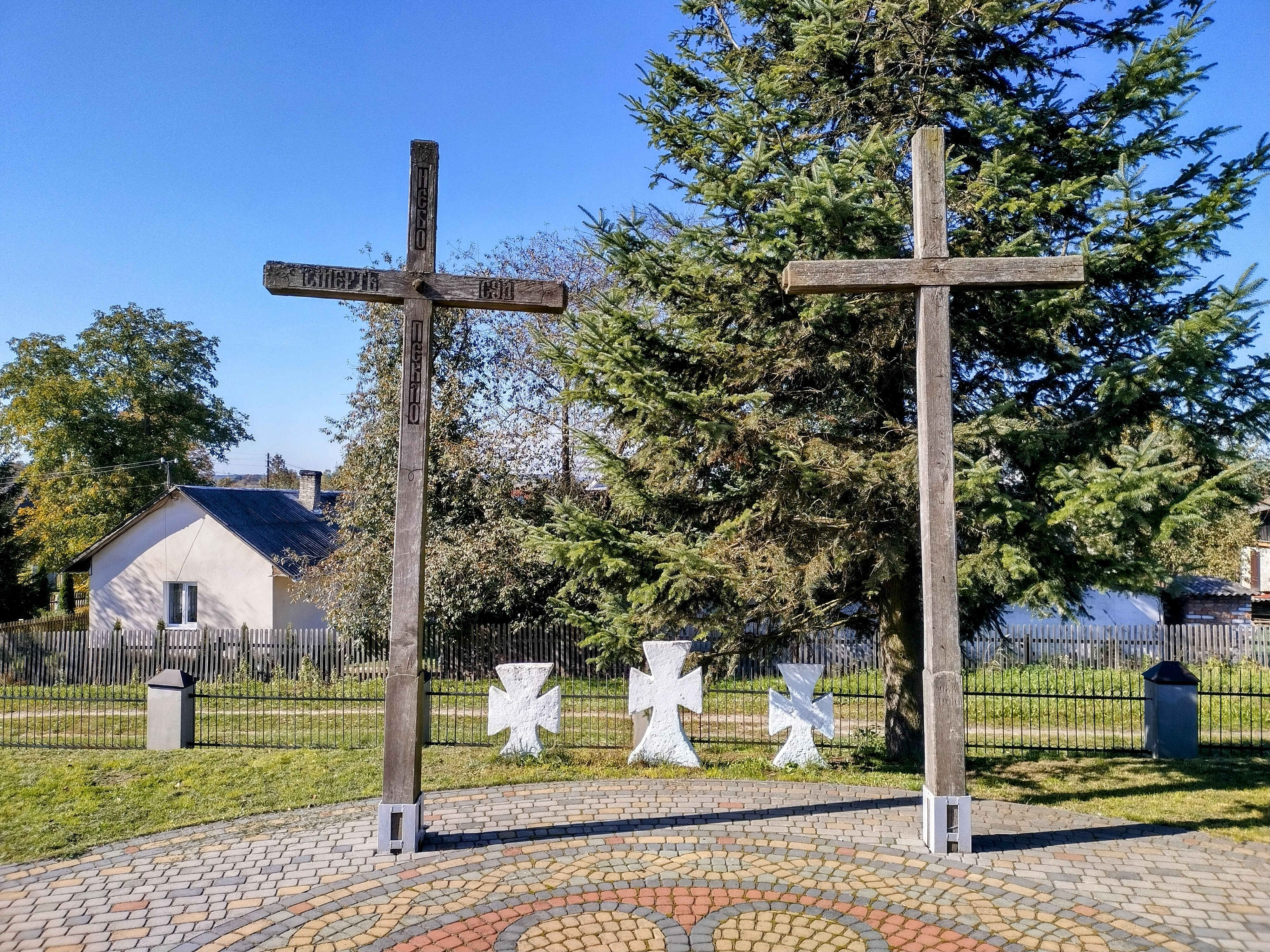
Хрести на подвір'ї
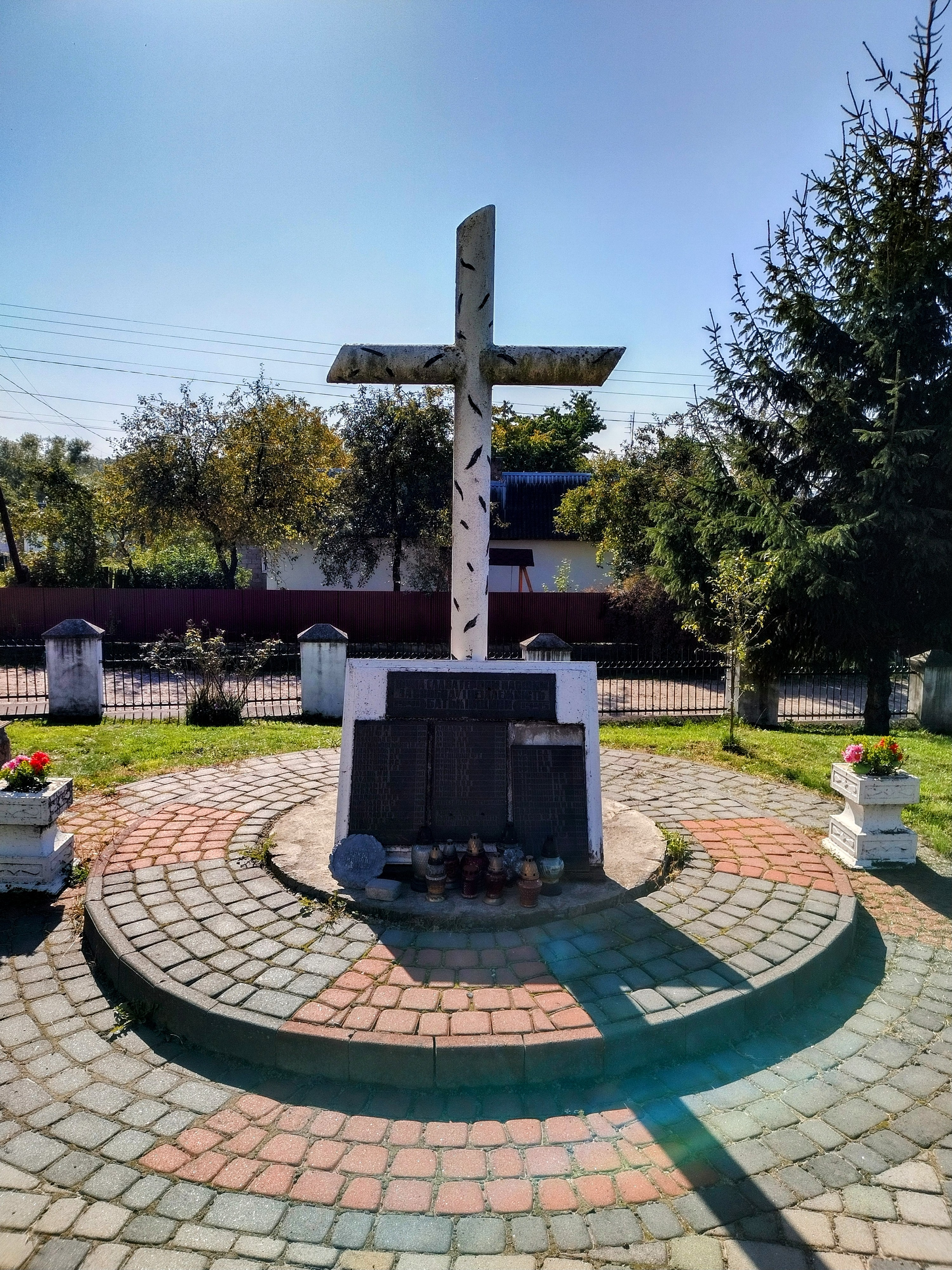
Пам'ятник "Героям загиблим за свободу та незалежність Батьківщини"